# Conophytum stephanii
Conophytum stephanii là một loài thực vật có hoa trong họ Phiên hạnh. Loài này được Schwantes mô tả khoa học đầu tiên năm 1929.